# 南迪奈普县
南迪奈普县（Dakshin Dinajpur或South Dinajpur；孟加拉语：দক্ষিণ দিনাজপুর জেলা）为印度西孟加拉邦辖县之一，隶属杰尔拜古里专区。南迪奈普为1992年析西迪奈普县（Balurghat、Buniadpur）二乡置县。全县面积2,219平方公里；人口16,70,931人（2011年）。

## 历史
南迪奈普古属奔那伐弹那国（Pundravardhana），英属印度时的1786年始置迪奈普县。1947年印巴分治时迪奈普一分为二，分为东迪奈普和西迪奈普二县，东迪奈普属于東巴基斯坦即今孟加拉国（维持其历史县名），西迪奈普（West Dinajpur）属印度（今属西孟加拉邦）。1956年，划入比哈尔邦部份区域后，西迪奈普面颊扩大。1992年，西迪奈普又一分为二，拆分为北迪奈普和南北迪奈普二县。